# Zédification
 (septembre 2023).
La mise en forme du texte ne suit pas les recommandations de Wikipédia : il faut le « wikifier ».
Les points d'amélioration suivants sont les cas les plus fréquents. Le détail des points à revoir est peut-être précisé sur la page de discussion.
- Les titres sont pré-formatés par le logiciel. Ils ne sont ni en capitales, ni en gras.
- Le texte ne doit pas être écrit en capitales (les noms de famille non plus), ni en gras, ni en italique, ni en « petit »…
- Le gras n'est utilisé que pour surligner le titre de l'article dans l'introduction, une seule fois.
- L'italique est rarement utilisé : mots en langue étrangère, titres d'œuvres, noms de bateaux, etc.
- Les citations ne sont pas en italique mais en corps de texte normal. Elles sont entourées par des guillemets français : « et ».
- Les listes à puces sont à éviter, des paragraphes rédigés étant largement préférés. Les tableaux sont à réserver à la présentation de données structurées (résultats, etc.).
- Les appels de note de bas de page (petits chiffres en exposant, introduits par l'outil «  Source ») sont à placer entre la fin de phrase et le point final[comme ça].
- Les liens internes (vers d'autres articles de Wikipédia) sont à choisir avec parcimonie. Créez des liens vers des articles approfondissant le sujet. Les termes génériques sans rapport avec le sujet sont à éviter, ainsi que les répétitions de liens vers un même terme.
- Les liens externes sont à placer uniquement dans une section « Liens externes », à la fin de l'article. Ces liens sont à choisir avec parcimonie suivant les règles définies. Si un lien sert de source à l'article, son insertion dans le texte est à faire par les notes de bas de page.
- La présentation des références doit suivre les conventions bibliographiques. Il est recommandé d'utiliser les modèles {{Ouvrage}}, {{Chapitre}}, {{Article}}, {{Lien web}} et/ou {{Bibliographie}}. Le mode d'édition visuel peut mettre en forme automatiquement les références.
- Insérer une infobox (cadre d'informations à droite) n'est pas obligatoire pour parachever la mise en page.

Pour une aide détaillée, merci de consulter Aide:Wikification.
Si vous pensez que ces points ont été résolus, vous pouvez retirer ce bandeau et améliorer la mise en forme d'un autre article.
Vous pouvez aider à l'améliorer ou bien discuter des problèmes sur sa page de discussion.
La zédification est un procédé photographique de création d'images à profondeur de champ étendue à partir de la fusion des zones nettes d’une série d’images à mise au point étagée. Il est synonyme de l’expression anglaise « focus stacking ».

## Historique
Le terme est apparu vers 2010 comme proposition de remplacement de l'anglicisme « focus stacking ». Des usages sont référencés depuis sur le Web.
Ce procédé a connu des précurseur à l’époque argentique (photosynthèse de M.Locquin, collages de J.Delly de parties de tirages (livre photomacrography chez Kodak vers 1970) , ou encore des techniques de « balayage » en argentique, utilisées par exemple par le système Dynaphot, ou par Sébastien Woehl) mais n’a pu être utilisé efficacement qu’à partir du développement de la photographie numérique et de logiciels associés. Les premiers logiciels universitaires datent des années 1990 et les premiers logiciels commerciaux des années 2000 (Zerene Stacker, Helicon focus etc.). 

## Description
La zédification se compose de la réalisation d’une série (ou pile) d’images avec variation de mise au point ou « focus bracketing », suivie de la synthèse de l'image finale par fusion  des zones nettes par un logiciel adapté.

## Usages
Cette technique a été utilisée en proxiphotographie dès 2010 par Philippe Martin, sous le nom de « hyperfocus » . Son principal domaine  d'utilisation reste cependant la macrophotographie car la profondeur de champ y est très contrainte. Les photographes de microminéraux ont en particulier bénéficié de cette technique qui nécessite que le sujet ne bouge pas durant la phase de focus bracketing. Leses photographes d'insectes peuvent aussi utiliser aussi cette technique depuis que des firmes comme Nikon ou Olympus ont introduit un mode automatique de focus bracketing via le moteur autofocus en un temps assez bref. (mode "prise de vue avec décalage de mise au point " chez Nikon)